# JOYのASOBU-TV JOYnt!
『JOYのASOBU-TV JOYnt!』（ジョイのアソブティーヴィー ジョイント!）は、群馬テレビ制作のバラエティ番組。2011年6月29日から2022年3月30日まで、毎週水曜日 23:00 - 23:30に放送されていた。JOYの冠番組。通称『JOYnt!』。ステレオ放送・ハイビジョン制作。

## 概要
群馬県出身のJOYの初冠番組であり、群馬テレビ自社制作のバラエティ番組である。ゲストとさまざまなチャレンジや群馬県のあらゆるものを紹介するロケを行う番組。
『JOYnt!』の「O」の中には群馬県の形が描かれている。
2011年の放送開始時は『群馬を元気にするバラエティJOYnt!』のタイトルでスタートした。オープニング曲はKC&ザ・サンシャイン・バンドの『ザッツ・ザ・ウェイ』。2014年9月までは5いっしょ3ちゃんねる加盟5局で同時ネット放送していた。
2014年10月に5いっしょ3チャンネル同時ネットを解消してからは番組内で記者会見を行い番組をリニューアル宣言し、タイトルを現在のものに変更した。なお、年末になると1年間の総集編を流し、瞬間最高視聴率をランキング形式で発表する。Twitterにて、もう一度見たいリクエストも行われている。
2022年2月、同年3月で本番組を終了することを番組公式Twitterにて明らかにした。

2022年3月30日、放送を終了した。終了理由について、後の2024年にJOYが自身のYoutube番組で語っており、当時の群馬テレビの代表取締役社長がバラエティ番組を嫌っていた事と、当番組の基本スタイルであったタレントとディレクターの掛け合いが気に入らないという理由で潰されたと語っている。なお、2023年に当番組の最後のチーフディレクターでもあった前島將男が、群馬テレビの労働組合委員長として群馬県の労働委員会に救済を申し立てた事が社長による強権を世間に告発する発端となり、県知事をはじめ、地元自治体や財界などから懸念が示された事から、同年末に群馬テレビで行われた取締役会にてこの社長は緊急的に解任されている。この件を受けてかどうかは不明ではあるが、前述のYoutube番組内で「JOYnt!は絶対また始まりますから」とJOYは語っている。

## 年表
2011年
- 6月29日、放送スタート[1]。

初回放送の収録はJOYの退院後に行われたが、体調に配慮し一部出演を見合わせ、JOYの実姉であるSophiaが代役で出演した。
2013年
- 放送100回記念として千葉テレビ放送の『白黒アンジャッシュ』とコラボを行なった。

2014年
- 10月1日、番組タイトルを『JOYのASOBU-TV JOYnt!』に、番組進行やテロップをポップな物に変更。JOY以外のレギュラー出演者を置かず、毎回異なるゲストや番組スタッフと共演する形式になる。群馬テレビ・とちぎテレビのみで水曜23時台の放送を継続し、首都圏トライアングル3局（テレビ神奈川・千葉テレビ放送・テレビ埼玉）は遅れネット放送となる。

2015年
- 5月18日、放送200回を迎えた。

2016年
- 10月、群馬テレビのみで水曜23時台の放送を継続し、ネット放送を4局へ変更。東京メトロポリタンテレビジョンへのネット受けを開始（遅れネット）。また、とちぎテレビ・テレビ神奈川ではネット打ち切りとなった。

2017年
- 1月4日・11日、サンシャイン池崎がゲスト出演。この回の放送がネットで反響を呼び、番組初のアンコール放送もされた。
- 4月5日、アメリカンコミックス風にOPがリニューアルした。また、その翌日からとちぎテレビでのネットを再開（ただし、遅れネット）。
- 4月19日、放送300回を迎えた。放送7年目。

2019年
- 5月15日、東京ホテイソンが初登場。
- 6月26日、エハラマサヒロがゲストとして初登場。
- 7月17日、祝JOY結婚スペシャルを放送。
- 7月24日・31日、菊地亜美がゲストとして初登場。
- 9月18日・25日、アルコ&ピースが初登場。
- 10月2日、初登場のデニスと新潟ロケへ。この日から、番組テーマ曲を「Ivy to Fraudulent Game」が担当。テロップがリニューアル。
- 10月16日、相席スタートが初登場。全裸監督にあやかり安中市のラブホテルロケへ。
- 10月30日、ティモンディが初登場。
- 11月13日、古橋舞悠が初登場。
- 12月1日、Aマッソがゲストとして初登場。
- 12月6日、Aマッソ後編。
- 12月11日、ネット局お礼参り 第1弾〜テレビ神奈川〜前編。ゲストの瀬村奈月アナが案内。
- 12月18日、ネット局お礼参り 第1弾〜テレビ神奈川〜後編。
- 12月25日、2019秋冬 未公開集 第6〜第7世代+茨城・新潟・神奈川2019年秋冬に放送した回の未公開映像を一挙大放出。

2020年
- 1月2日、新春本人持ち込み企画「JOY、家を買う!?（群馬で）」前編。JOYとわたなべ麻衣で初の夫婦ロケとなった。 アンカンミンカン富所も登場。
- 1月8日、新春本人持ち込み企画「JOY、家を買う!?（群馬で）」後編。
- 1月15日、ネット局お礼参り 第2弾〜とちぎテレビ〜前編。ゲストはだいまじん。
- 1月22日、ネット局お礼参り 第2弾〜とちぎテレビ〜後編。
- 1月29日、怪奇!YesどんぐりRPG前編。
- 2月5日、怪奇!YesどんぐりRPG中編。
- 2月12日、怪奇!YesどんぐりRPG後編。
- 2月19日、ネット局お礼参り 第3弾〜テレビ埼玉〜前編。ダイアモンド☆ユカイがゲストとして初登場。
- 5月20日、「お笑い第7世代」傑作選 前編（カミナリ、EXIT、東京ホテイソン、空気階段、ティモンディ、Aマッソ）。
- 12月9日、番組10周年を前にオリジナルテーマ曲を制作。「考えるな」という浜崎さんの教えのもと、FLYINGKIDSとどぶろっくとJOYは即興で歌作り。

2021年
- 4月9日、番組10周年を迎える。Ivy to Fraudulent Game『Memento Mori』から6代目オープニングが開始。

2022年
- 3月30日、番組初の生放送を実施。この回をもって最終回となった。

## 出演者

### MC
- JOY[10]

### 準レギュラー
いずれも不定期出演。
- Sophia（JOYの実姉） - 初回・第2回では一部JOYの代役を務め、アシスタント不在期間（2012年4月4日、11日）にはアシスタントも務める。
- 後藤ティファニー[11]（2013年4月3日 - ）
- ヒデ（ペナルティ）
- 柴田英嗣（アンタッチャブル）
- ユージ
- ダブルネーム（カオル、ジョー）
- 小池美由
- 鬼越トマホーク（坂井良多、金野博和） - 『和田まんじゅうvs鬼越』
- アンカンミンカン（川島大輔、富所哲平） - 『番組乗っ取り、三番勝負!!』
- ネルソンズ （青山フォール勝ち、和田まんじゅう、岸健之助） - 『ノープランの旅シリーズ』
- 新井愛瞳（アップアップガールズ（仮））[12] - 『ゆるキャラ大運動会』であらいぐんまちゃんとしてアシスタントMCを担当。
- FCゴースト[13]（JOYnt!フットサルメンバー）
- EXIT（りんたろー。・兼近大樹） - りんたろー。はフットサルメンバーでもある。
- 東京ホテイソン
- 宮下草薙（草薙航基・宮下兼史鷹） - 8月21日の放送でJOYnt!ファミリーとして昇格した。

ナレーター
- 小此木佑香（群馬テレビアナウンサー）

### 過去の出演者
アシスタント
- 中村知世（2011年6月29日 - 2012年3月28日）
- 小原春香（2012年4月18日 - 2014年9月24日）

ナレーション
いずれも元群馬テレビアナウンサー。
- 吉江まりも（2011年6月29日 - 2014年9月24日）
- 高橋理恵（2014年10月 - 2017年）

## 主な企画
JOYのオファーシリーズ
番組初期企画。
- ショップ店員
- サービスエリアの店員
- アイドルの付き人

JOY GOLF SPECIAL
JOYnt!アイドルだらけの水泳大会
わらしべ長者の旅
有名人と高崎市周辺で行う。
高崎線〜上越線のアポなしの旅
ノープランの旅
JOYとネルソンズが伊香保や草津など車で旅をする企画。食事の際は、アポなしのためアポを取る羽目に。
JOYnt!フットサル
番組の中で、FCゴーストというチームを組んでプロのフットサルチームと戦っていく企画。
JOYnt!ゆるキャラ大運動会!!
2016年12月12日から恒例化になった企画。MCはJOYと新井愛瞳。ぐんまちゃんも公式に参加。
- 大玉転がし
- 二人三脚
- みんなでプチアゲダンス

2018年より登場。
- チーム対抗帽子取り
- チーム対抗椅子取りゲーム

2018年より登場。
- チーム対抗帽子取り

JOY、レトルトカレーをプロデュース
JOYnt!ファミリーを増やそう!!
JOYnt!ネット局お礼参り!!
番組をネット放送しているテレビ局にお礼を伝えつつ、その地域での番組認知度を調査する企画

## オープニング
- 群馬テレビの社屋と高崎駅周辺で行われることが多い。
- リニューアルした2014年10月は、 FLYING KIDSの『JOY!!』を使用していた。
- 2017年4月5日より、インターネット配信番組『生テレ』にて選抜された、カホリが歌う『群馬へGO』が選曲[14]。
- 2018年6月より、OP曲がFOMARE『夢から覚めても』となり、4代目OP映像に変更。
- 2019年10月より、テーマ曲がIvy to Fraudulent Game『Memento Mori』となり5代目OP映像に変更。
- 2021年4月より、テーマ曲がFLYING KIDSの『ガッチャンコ！』となり6代目OP映像に変更。

## エンディング曲
- JOY『fragile』（2012年6月）
- JOY『指輪』（2012年12月）
- Emii『Moving On』（2013年10 - 12月）
- コタクラ『幸せの答え』（2015年）
- Emii『Our Story』（2016年4 - 6月）
- カホリ （KAHORI）[15]『群馬へGO』[14]（2017年4月5日 - ?）
- FOMARE『Lani』（2017年12月）
- FOMARE『夢から覚めても』（2018年）
- Ivy to Fraudulent Game 『Me ment Mori』（2019年10月2日〜2020年12月25日）
- 藤田奈月 『Sweet memory』（2020年1月〜2021年4月）

## ネット局
群馬を元気にするバラエティ JOYnt!
| 放送期間                                                              | 放送時間           | 放送局       | 対象地域 | 備考   |
| --------------------------------------------------------------------- | ------------------ | ------------ | -------- | ------ |
| 2011年6月29日 - 2014年9月24日                                         | 水曜 23:00 - 23:30 | 群馬テレビ   | 群馬県   | 制作局 |
|                                                                       |                    | とちぎテレビ | 栃木県   |        |
|                                                                       |                    | テレ玉       | 埼玉県   |        |
|                                                                       |                    | チバテレ     | 千葉県   |        |
|                                                                       |                    | tvk          | 神奈川県 |        |
| 5いっしょ3ちゃんねる5局同時ネット枠で放送。群馬テレビのみ再放送あり。 |                    |              |          |        |

JOYのASOBU-TV JOYnt!
| 放送期間 | 放送時間                                                                                       | 放送局       | 対象地域 | 備考                                        |
| --- | ---------------------------------------------------------------------------------------------- | ------------ | -------- | ------------------------------------------- |
| 2014年10月1日 - 2022年3月30日 | 水曜 23:00 - 23:30                                                                             | 群馬テレビ   | 群馬県   | 制作局                                      |
| 2014年10月1日 - 2016年9月28日 2017年4月6日 - 2020年3月25日 2020年4月3日 - 2020年10月2日 2020年10月11日 - 2021年10月3日 2021年10月10日 - | 水曜 23:00 - 23:30 木曜 23:30 - 24:00 金曜 19:30 - 20:00 日曜 18:30 - 19:00 日曜 10:30 - 11:00 | とちぎテレビ | 栃木県   | 2016年10月 - 2017年3月はネット休止          |
| 2014年10月3日 - 2014年12月26日 2016年4月4日 - 2016年9月26日 2016年10月3日 -                                                             | 土曜 1:00 - 1:30 月曜 23:30 - 24:00 水曜 1:00 - 1:30                                           | テレ玉       | 埼玉県   |                                             |
| 2014年10月1日 - 2015年5月27日 2015年6月3日 - 2016年9月26日 2016年10月3日 - 2021年3月25日 2021年4月1日 -                                 | 水曜 1:30 - 2:00 火曜 1:30 - 2:00 火曜 0:30 - 1:00 木曜 23:00 - 23:30                          | チバテレ     | 千葉県   |                                             |
| 2014年10月7日 - 2016年9月27日 2019年4月9日 -                                                                                            | 火曜 2:30 - 3:00 火曜 1:30 - 2:00                                                              | tvk          | 神奈川県 | 2016年10月 - 2019年3月はネット休止          |
| 2016年10月1日 - 2020年6月27日 2020年7月7日 - 2020年10月6日 2020年9月29日 - 2020年12月29日 2021年1月5日 - 2021年3月30日 2021年4月6日     | 土曜 16:00 - 16:30 火曜 2:35 - 3:05 火曜 1:40 - 2:10 火曜 2:40 - 3:10 火曜 2:35 - 3:05         | TOKYO MX     | 東京都   | 2020年6月まではMX2 2020年7月以降はMX1で放送 |
| 2019年10月6日 - | 日曜 13:00 - 13:30                                                                             | KBS京都      | 京都府   |                                             |
| 群馬テレビのみ再放送あり。 |                                                                                                |              |          |                                             |

### インターネット配信
群馬テレビでの放送時は本放送、再放送共にエムキャスにて同時配信と見逃し配信が行われている。
エムキャスでの配信及びネット局での放送終了後は番組公式YouTubeチャンネルでも配信される。

## スタッフ
- ナレーション：小此木佑香（群馬テレビアナウンサー）
- プロデューサー：瀧本義久
- チーフディレクター：前島將男
- 構成：平岡達也
- 音声：神保欣央
- カメラ：中野秀樹
- CA：須田純矢
- ディレクター：森尻将史
- 美術：清水偉夫
- BGM：木村幸樹
- 技術協力：群馬テレビエンタープライズ
- 制作著作：群馬テレビ

過去のスタッフ
- プロデューサー
  - 阿部哲也（2011年 - 2015年 ※不定期に出演）
  - 円明良道（2015年 - 2019年10月30日）
- チーフディレクター
  - 円明良道（2011年 - 2015年）
  - 森秀生（2015年 - 2019年5月3日）